# Dregea
Dregea là chi thực vật có hoa trong họ Apocynaceae.
Chi này là các loài dây leo thân gỗ với nhựa mủ dạng nước hay sữa. Phân bố từ Mozambique tới miền nam châu Phi cũng như từ Trung Quốc tới Malaysia bán đảo và Sulawesi.

## Các loài
- Dregea cuneifolia Y.Tsiang & P.T.Li, 1974 - Bù ốc Đà Lạt: Trung Quốc (Quảng Tây) và Việt Nam (Đà Lạt, Lâm Đồng).
- Dregea floribunda E.Mey., 1838: Mozambique tới miền nam châu Phi.
- Dregea schumanniana (Warb.) Schneidt, 2018: Sulawesi.
- Dregea sinensis Hemsl., 1889: Tây Tạng tới trung và nam Trung Quốc.
  - Dregea sinensis var. corrugata (C.K.Schneid.) Y.Tsiang & P.T.Li, 1974
  - Dregea sinensis var. sinensis
- Dregea stellaris (Ridl.) Ridl., 1923: Malaysia bán đảo.
- Dregea taynguyenensis T.B.Tran & Rodda, 2018[2]: Việt Nam (vườn quốc gia Kon Ka Kinh, Gia Lai).
- Dregea yunnanensis (Tsiang) Y.Tsiang & P.T.Li, 1974: Tây Tạng tới trung Trung Quốc.